# 4차원 도시
4차원 도시(Millennium)는 미국에서 제작된 마이클 앤더슨 감독의 1989년 영화이다. 크리스 크리스토퍼슨 등이 주연으로 출연하였다.

## 출연

### 주연
- 크리스 크리스토퍼슨
- 셰릴 래드

### 조연
- 다니엘 J. 트라반티
- 로버트 조이
- 로이드 보크너
- 브렌트 카버
- 데이빗 맥일레이스

## 제작진
- 원작자: 존 바리
- 제작책임: 존 M. 에커트
- 공동제작: 로버트 빈스
- 미술: 진 루돌프
- 의상: 올가 디미트로브